# Bendel Insurance Football Club
Pour les articles homonymes, voir Bendel.
Maillots
Le Bendel Insurance Football Club est un club de football nigérian fondé en 1972 et basé dans la ville de Benin City.

## Histoire
Le club participe à deux reprises à la Coupe d'Afrique des clubs champions, en 1974 et 1980. Il atteint les demi-finales de cette compétition en 1980.
Il prend également part à deux reprises à la Coupe de la CAF, en 1994 et 1995. Il est demi-finaliste de cette compétition en 1994.
Il dispute également par deux fois la Coupe des coupes, en  1979 et  1982. Il est demi-finaliste de ce tournoi en 1979.
Par ailleurs, il participe une fois à la Coupe de la confédération, en 2005.
A noter enfin de nombreuses participations à la Coupe de l'UFOA, avec trois sacres dans cette compétition.

## Palmarès
| Compétitions nationales | Compétitions internationales                                                                          |
| - Championnat du Nigeria (2) : - Champion : 1973 et 1979 - Coupe du Nigeria (4) : - Vainqueur : 1972, 1978, 1980 et 2023 - Finaliste : 1981 et 2006 | - Coupe de la CAF (1) : - Vainqueur : 1994. - Coupe de l'UFOA (3) : - Vainqueur : 1993, 1994 et 1995. |

## Anciens joueurs
- Julius Aghahowa
- Joseph Akpala
- Peter Odemwingie
- Wilson Oruma